# Anand Pillay
Anand Pillay (7 de maio de 1951) é um lógico britânico. Trabalha com teoria dos modelos e suas aplicações em álgebra e teoria dos números.
Pillay estudou na Universidade de Oxford (bacharel em matemática e filosofia em 1973 no Balliol College) e na Universidade de Londres, onde obteve em 1974 um mestrado em matemática, e em 1978 obteve um doutorado no Bedford College, orientado por Wilfrid Hodges, coma tese Gaifman Operations, Minimal Models, and the Number of Countable Models. No pós-doutorado esteve em 1978 como fellow da Royal Society e pesquisador convidado do Centre national de la recherche scientifique (CNRS) na Universidade Paris VII. Após lecionar na Universidade de Manchester a partir de 1981 e na Universidade McGill foi a partir de 1983 professor assistente na Universidade de Notre Dame, tornando-se a partir de 1986 professor associado e a partir de 1988 professor pleno. De 1996 a 2006 foi Swanlund Professor na Universidade de Illinois em Urbana-Champaign, onde tornou-se professor emérito. A partir de 2005 é catedrático de lógica matemática da Universidade de Leeds, e de 2005 a 2008 foi detentor da Cátedra Marie Curie da União Europeia. 
Foi palestrante convidado (Invited Speaker) no Congresso Internacional de Matemáticos de 1994 em Zurique (Model theory, differential algebra and number theory). Em 2009 apresentou a Tarski Lectures (Compact Spaces, Definability, and Measures in Model Theory: The Logic Topology / Lie Groups from Nonstandard Models / Measures and Domination). Em 2001 recebeu o Forschungspreis der Humboldt Foundation e esteve em 1988 como Humboldt Fellow na Universidade de Kiel e em 1992 na Universidade de Friburgo. Em 2011 foi Gödel Lecturer. É fellow da American Mathematical Society.

## Obras
- Geometric Stability Theory, Oxford University Press 1996
- An introduction to stability theory, Oxford, Clarendon Press 1983, Dover, 2008
- com David Marker, M.Messmer: Model theory of fields, Springer, 1996
- com Deidre Haskell, Charles Steinhorn (Herausgeber): Model theory, algebra and geometry, Cambridge University Press, 2000
- Model theory, Notices AMS, Dezembro 2000
- Model theory and Diophantine Geometry, Bulletin AMS, Volume 34, 1997, p. 405